# Aspmyra-Stadion
Das Aspmyra-Stadion (norwegisch Aspmyra stadion) ist ein Fußballstadion in der norwegischen Stadt Bodø. Die städtische Anlage ist die Heimspielstätte der Fußballclubs FK Bodø/Glimt und Grand Bodø IK. Eigentümerin des Stadions ist die Kommune Bodø.

## Geschichte
Das Stadion wurde von der Kommune Bodø als Heimspielstätte für den FK Bodø/Glimt errichtet. Zuvor spielte der Verein auf einem kleineren Sportplatz, wo die Plätze für die Zuschauer meist nicht ausreichten. Das neue Stadion erhielt Platz für etwa 2500 Besucher und konnte im Jahr 1966 eröffnet werden. Vor dem Bau kam es zu längeren Diskussionen in Bodø, wo und in welcher Form die Anlage errichtet werden sollte.
In den 1970er-Jahren wurden zwei Europacup-Spiele im Aspmyra-Stadion ausgerichtet. Im Jahr 1975 wurde mit 12.189 Zuschauern beim Viertelfinale im Norwegischen Pokal zwischen Glimt und Viking Stavanger ein Zuschauerrekord aufgestellt. 1980 wurde das Stadion für die Norwegischen Leichtathletikmeisterschaften verwendet.
Bodø/Glimt stieg im Jahr 1990 aus der 1. Divisjon (2. Liga) ab und beim Wiederaufstieg 1992 erklärte der norwegische Fußballverbund Norges Fotballforbund (NFF), dass der FK Bodø/Glimt nicht im Aspmyra-Stadion spielen dürfe, sollte er in die höchste Liga, die Tippeliga aufsteigen. Durch Geld aus der Vereinskasse und Sponsorenmittel sollte die Rasenfläche verbessert werden und mit einer Rasenheizung versehen werden. Im Jahr 1993 stieg Bødo/Glimt in die höchste Liga auf und es gab erneut Diskussionen über einen Ausbau des Stadions.
Im Jahr 1997 erklärte die Kommune Bodø, dass der Umbau vorgenommen werden könne, wenn der Fußballclub den Großteil der Kosten übernimmt. Bei den Umbaumaßnahmen wurden zusätzliche Tribünen im Süden und Osten errichtet, mit Platz für zusammen 4350 Zuschauer. Die Tribünen wurden im Jahr 2001 in Gebrauch genommen. Zudem erhielt das Stadion neue Flutlichter, die man aus dem Ullevaal-Stadion in Oslo übernahm. Das neu ausgebaute Stadion erhielt auch von der UEFA die Genehmigung, dort UEFA-Cup-Spiele auszurichten, allerdings nur mit eingeschränkter Sitzplatzzahl.
Das Aspmyra-Stadion beheimatete am 5. Mai 2002 ein Freundschaftsspiel der norwegischen Fußballnationalmannschaft gegen Island. Die Mannschaften trennten sich mit einem 1:1-Unentschieden. Bei dem Spiel wurde mit 8800 Besuchern der Zuschauerrekord für die neuen Tribünen erzielt. Nach dem erneuten Abstieg in die 1. Divisjon im Jahr 2005 wurde im Stadion Kunstrasen verlegt.